# Magdalena Pietersz
Magdalena Pietersz (n. 1540, Haarlem, Țările de Jos – d. 1592, Amsterdam, Comitatul Olanda, Provinciile Unite) a fost o pictoriță neerlandeză din epoca renascentistă.

## Biografie
S-a născut în Haarlem ca fiică a pictorului pe sticlă Pieter Adriaensz și s-a căsătorit cu pictorul Pieter Pietersz în 1577. În 1585 s-a mutat la Amsterdam, unde mai târziu fiul ei a fost botezat în 1592. Este cunoscută pentru scene din piață.
A murit la Amsterdam.